# Helictopleurus praerugosus
Helictopleurus praerugosus är en skalbaggsart som beskrevs av Leon Fairmaire 1898. Helictopleurus praerugosus ingår i släktet Helictopleurus och familjen bladhorningar. Inga underarter finns listade i Catalogue of Life.